# Tiramisu
Tiramisu (talijanski: tiramisù; od tira mi sù, što znači podigni me)  talijanski je kremasti desert s okusom kave.
Pravi se od keksā piškota umočenih u kavu i liker, slojevito slaganih, među koje ide krema od mješavine razmućenih žumanjaka, šećera i sira mascarponea. Desert se posipa kakaom.
Recept je prilagođen za brojne druge vrste kolača i ostalih slastica. Njegovo podrijetlo često je predmet rasprava između talijanskih regija Veneto i Friuli-Venezia Giulia.